# Поддон (плита под разливку)
Поддон — термин из области металлургии, обозначающий массивную чугунную плиту со строго горизонтальной рабочей поверхностью, которая используется для размещения на ней изложниц под разливку металла. При использовании сифонной разливки в центральной части поддона предусматриваются углубления и каналы.

## Суть
Литейный поддон представляет из себя плоскую отливку толщиной от 10 до 30 см, которая способствует интенсивному охлаждению нижней части полученных слитков, обеспечивая в головной их части эффективную локализацию ликвационных и усадочных дефектов. Если же применяются изложницы сквозной формы, то на поддон может возлагаться функция их дна.